# اوستیه یامان-یلگی
اوستیه یامان-یلگی (انگلیسی: Ustye Yaman-Yelgi) یک شهرک در شهرستان نوریمانوفسکی استان باشقیرستان کشور روسیه است.